# 杀毒软件
杀毒软件（英語：antivirus software）是一種用於預防、偵測及移除惡意軟件的程式。防毒軟體通常提供即時監控和手動掃描功能，且能自動更新病毒資料庫。有些防毒軟體則附加檔案修復、防火牆、VPN等額外功能。
雖然因偵測和移除電腦病毒而得名，但防毒軟件也可以阻止電腦蠕蟲、特洛伊木馬程式，甚至是潛在附加軟件。

## 原理
防毒軟體一般實時監控電腦程式的舉動，及掃瞄系統是否含有惡意程式。部分防毒軟體可經由作業系統開機後隨常駐程式啟動。
它們的即時監控技術不盡相同。防毒軟體通常會將檔案特徵碼作比較，以判斷是否為惡意程式。有的防毒軟體會利用一些空間，模擬作業系統和執行受測程序，根據程序的動作判斷是否惡意軟件。
手動掃描硬碟的方式，則和上面提到的即時監控的第一種方式一樣，只是在這裡，防毒軟體會根據使用者選擇的掃描類別作檢查。
另外，防毒軟體更涉及更多技術：
- 掃描壓縮檔技術：對壓縮檔案和封裝文件作分析檢查。
- 程序竄改防護：防止惡意程式竄改或刪除防毒軟件。[4]
- 修復技術：還原被惡意程式損壞的檔案。[5]
- 急救盘杀毒：利用空白U盘制作急救启动盘，以检测电脑病毒。[6]
- 智能扫描：僅扫描最常用的磁盘、系统关键位置，耗时较短。[7]
- 全盘扫描：扫描电脑全部磁盘，耗时较长。[7]
- 勒索软件防护：保护电脑中的文件不被勒索軟件恶意加密。[8]
- 开机扫描：在电脑开机时扫描，用於對抗難以移除的惡意程式，如Rootkit。[7]

杀毒软件充當了信息分析系统，它监控着所有数据流动，在发现系統受惡意軟件感染后，就会採取行動，將其清除。杀毒软件监控的位置包括：
- 内存监控：进程及内存中的文件、网络数据[9]
- 檔案监控：磁盘上的文件[3]
- 邮件监控：电子邮件附件[10]
- 网页防护：電腦連線和瀏覽網址[10][11]
- 行为防护：应用程序行为[2]

## 基本功能
- 防范：预防病毒侵入计算机。
- 查找：在内存、文件、引导区（含主导区）、网络等環境查找惡意軟件，並准确地报出惡意軟件名称。
- 清除：根据不同类型惡意軟件，清除或修復受感染區域，包括：内存、引导区（含主引导区）、可执行文件、文档文件、网络等。

## 病毒扫描引擎

### 特征码掃描
- 机制：防毒軟件會對比檔案內容与病毒特徵庫（即資料庫），如果匹配到任何病毒特征碼，則判断該文件為惡意軟件。掃描過程中，防毒軟件會從檔案內挑選部分代碼作為病毒特徵码[3]，這些特徵碼通常從病毒樣本中提取，並具備較高獨特性，不易與一般程式碼混淆，長度需適中，既要確保其唯一性，又要避免在掃描過程中產生過大的空間與時間開銷。[12]
- 特征码类别：
  - 1.文件特征码：針對病毒在文件中的存在形式，分為單一檔案特徵碼與利用多個特徵碼進行判斷的複合檔案特徵碼。
  - 2.内存特征码：對應病毒在主記憶體的存在形式，同樣分為單一和複合兩種情形。
- 优点：分析速度快、准确率高、誤判相对较少；較少需要用户参与[13]
- 缺点：面对不断出现的新病毒，必须不断更新病毒库，否则便会逐渐失去用途；无法檢測到未知的新病毒[3]

### 啟發式分析
- 啟發式分析是用於捕捉惡意軟件變種的規則，其透過通用特徵辨識惡意軟件家族。[14]

### 行为監控
- 机制：按照預先建立的規則阻止或提醒用户程式的惡意行为。[13]
- 优点：不依賴特徵碼，可偵測未知病毒。
- 缺点：較易出現誤判、不能準確分類病毒、可能需要用户参与判断。

### 沙盒
- 機制：將可疑檔案放在本地或雲端沙盒中運行一段時間，以觀察其行為並判斷是否存在惡意行為。[14][15]
- 優點：不依賴特徵碼，可偵測未知病毒；較行為監測更主動。
- 缺點：惡意軟件可透過延遲啟動、偵測沙盒技術逃避分析；病毒可逃逸本地沙盒，對系統造成傷害；分析耗時較長

### 机器学习识别
- 机器学习可以應用於静态二进制分析及动态行為分析，實現內容與行為相結合的檢測模式。随着深度学习迅速發展，各大防毒軟件廠商也開始使用深度學習技術來提升病毒辨識的準確度與效率。[15]

## EICAR防毒測試檔案
EICAR防毒測試檔案是歐洲反電腦病毒協會（EICAR）和電腦安全公司共同推出的測試檔案，用於測試病毒掃描引擎。檔案不會危害電腦安全，而其特徵碼已被各家防毒軟件收錄。

## 防毒軟體評比
- AV-Comparatives[16]
- AV-Test
- VB100[16]

## 外部連結
- （英文） 防毒軟體at the Open Directory Project
- （繁體中文） 壹、免費防毒軟體貳、免費線上掃毒 （页面存档备份，存于）
- （繁體中文） 完全看懂》2007防毒軟體架構原理 (上) （页面存档备份，存于）
- （繁體中文） 完全看懂》2007防毒軟體架構原理 (下) （页面存档备份，存于）
- （繁體中文） 為什麼裝了防毒軟體還是中毒？ （页面存档备份，存于）

線上掃描分析
- VirusTotal
- VirSCAN （页面存档备份，存于）
- （英文） Jotti's malware scan （页面存档备份，存于）
- （英文） TreatExpert